# Kultura Lacjum
Kultura Lacjum, określenie cywilizacji powstałej około X wieku p.n.e. na nizinie od ujścia Tybru do przylądka Circei (obszar ten nazywany był w starożytności - Lacjum). Charakterystyczną cechą tej kultury  stanowiła kremacja i pochówek zmarłych w glinianych urnach w kształcie chat (odróżniało to kulturę Lacjum od kultury Villanova). Latynowie trudnili się głównie pasterstwem i zamieszkiwali w górskich, obronnych wioskach. Liczbę osad latyńskich szacuje się na około 30 z czego najważniejszą była Alba Longa.